# 이치바타 전차
이치바타 전차(一畑電車, 영어: Ichibata Electric Railway)는 일본의 철도 기업이다. 시마네현 동부에서 운영하고 있다. 지주회사인 이치바타 전기철도 산하에 있다. 기타마쓰에선과 다이샤선의 2개 노선을 운영하고 있다. 회사명은 이즈모시에 있는 이치바타지로의 참배자 수송을 목적으로 한 철도를 계획해 건설한 것에 유래한다. 약칭은 바타덴(ばたでん)이다.